# Irwin Levine
Irwin Jesse Levine (* 23. März 1938 in Newark, New Jersey; † 21. Januar 1997 in Livingston, New Jersey) war ein US-amerikanischer Komponist.
Gemeinsam mit L. Russell Brown schrieb er 1972 Tie a Yellow Ribbon Round the Ole Oak Tree. Dieses Lied wurde, interpretiert von Dawn mit Tony Orlando, in den Vereinigten Staaten zum meistverkauften Popsong des Jahres 1973.